# Löwchen
Löwchen là một loài chó cảnh cỡ nhỏ có nguồn gốc từ Đức, Bỉ và Pháp. Loài chó này thường được gọi là những con chó sư tử nhỏ vì có ngoại hình như những con sư tử.

## Tổng quan
Đây là một trong những loài chó hiếm và đắt nhất thế giới. Chúng thường có lông dài và rất mượt mà, phần thân sau tuyệt không mọc lông. Chó Löwchen rất thân thiện và thông minh. Loài nhỏ bé Löwchen cũng là một giống chó hiếm và gần như biến mất vào thế kỷ 19 sau khi xuất hiện từ thời Phục Hưng. Dù hiện số lượng được phục hồi đáng kể, cũng chỉ còn vài ngàn con chó Löwchen trên khắp nơi. Mỗi năm chỉ có hàng trăm chú chó mới được đăng ký. Löwchen là một giống chó rất thân thiện và trông như con sư tử. Cái đầu đúng kích cỡ, hộp sọ rộng, mõm ngắn, đôi mắt tròn và tai lúc lắc. Nó có một bộ lông dài và chảy, chúng có thể sống đến 14 năm. Kết hợp với trí thông minh của nó, nó làm cho một con chó cưng tốt.